# Fauch
Fauch ist eine südfranzösische Gemeinde mit 604 Einwohnern (Stand 1. Januar 2022) in der Umgebung von Albi im Département Tarn in der Region Okzitanien.

## Lage
Fauch liegt auf einer ehemals befestigten Anhöhe in der Kulturlandschaft des Albigeois nur gut 15 km (Fahrtstrecke) südöstlich von Albi in einer Höhe von ca. 330 m ü. d. M. Das Klima ist gemäßigt; Regen fällt ganzjährig.

## Bevölkerungsentwicklung
| Jahr      | 1800 | 1851 | 1901 | 1954 | 1999 | 2014 |
| Einwohner | 539  | 738  | 560  | 362  | 392  | 520  |

Der Rückgang der Einwohnerzahlen im ausgehenden 19. und in der ersten Hälfte des 20. Jahrhunderts ist im Wesentlichen auf die Mechanisierung der Landwirtschaft und den damit zusammenhängenden Verlust an Arbeitsplätzen zurückzuführen. Der erneute Anstieg zu Beginn des 21. Jahrhunderts hängt mit der Nähe zur Großstadt Albi zusammen.

## Wirtschaft
Die Bewohner des Ortes lebten traditionell als Selbstversorger von der Landwirtschaft, zu der auch die Viehzucht gehörte. Heute arbeiten zahlreiche Bewohner des Dorfes in Albi und Umgebung. 

## Geschichte
Im Mittelalter war Fauch ein von Gräben und Wällen umgebener befestigter Ort; sogar die im 13. Jahrhundert errichtete Kirche war Teil der Befestigungsanlage. In den Hugenottenkriegen (1562–1598) war der Ort zwischen Protestanten und Katholiken umkämpft.

## Sehenswürdigkeiten
- Viele Häuser des Ortes wurden aus Bruchsteinen errichtet; die meisten wurden im 19. oder 20. Jahrhundert verputzt.
- Die spätgotische Kirche St-Vincent mit ihrem im Jahr 1891 erneuerten Turm ist das Wahrzeichen des Ortes.
- Ein restauriertes Waschhaus (lavoir) aus dem 19. Jahrhundert wurde zu einem überdachten Sitzplatz umgebaut.[4]
- Ein Taubenhaus (colombier) steht am westlichen Ortsrand.